# 砂川英依
砂川 英依（すなかわ はなえ、本名同じ、1991年1月8日 - ）は日本の元女性モデル。

## 来歴

### 生い立ち
沖縄県宮古島に出生。家族構成は父、母、弟、妹。

## 人物
- 好きな食べ物はハンバーグ、オムライス、肉じゃが。
- 好きなことは歌うこととダンス。
- 得技は笑顔。笑い顔は父親と同じらしく、周りからは「笑ったときにくしゃっとしている」と言われる。
- 弟とは同居していることをツイッターで発言している。

### タレント
- 2011年10月17日に三洋公式ツイッターキャラクターとして活動スタート。
オーディションの際、緊張で気持ちが昂ぶり、涙を流すシーンが撮られている。ミスワリンに選ばれた決意として「今までは海が危険な状態であることをただ見ているだけだったので、これからは保全活動を一生懸命、精一杯頑張りたい」と述べた。
- ミスワリンのビーチクリーンとして、沖縄のビーチの清掃活動をしている。
- 2020年3月25日、自身のツイッター上にて同月末日をもってタレント活動を引退することを表明し、宣言通り引退した。

### 趣味
- ダーツ
マイダーツを所有している。